# Campeonato Mundial de Tiro de 1949
El XXXIV Campeonato Mundial de Tiro se celebró en Buenos Aires (Argentina) en el año 1949 bajo la organización de la Federación Internacional de Tiro Deportivo (ISSF) y la Federación Argentina de Tiro.

## Resultados

### Masculino
| Evento                                             | Oro                                 | Plata                                  | Bronce                                  |
| -------------------------------------------------- | ----------------------------------- | -------------------------------------- | --------------------------------------- |
| Rifle 3 posiciones 300 m                           | Olavi Elo · Finlandia · 1118 pts.   | Pauli Janhonen · Finlandia · 1118 pts. | Jonas Jonsson · Suecia · 1112 pts.      |
| Rifle 3 posiciones 300 m (equipos)                 | Finlandia · 5512                    | Suiza · 5508                           | Suecia · 5488                           |
| Rifle en pos. tendida 300 m                        | Otto Horber · Suiza · 388           | Kurt Johansson · Suecia · 387          | Robert Bürchler · Suiza · 386           |
| Rifle en pos. de rodillas 300 m                    | Kullervo Leskinen · Finlandia · 375 | Otto Horber · Suiza · 374              | Ernst Kramer · Suiza · 374              |
| Rifle en pos. de pie 300 m                         | Olavi Elo · Finlandia · 364         | Pauli Janhonen · Finlandia · 364       | Willy Røgeberg · Noruega · 361          |
| Rifle estándar 300 m                               | Holger Erbén · Suecia · 529         | Walther Fröstell · Suecia · 520        | Dias Villela Harvey · Brasil · 518      |
| Rifle estándar 300 m (equipos)                     | Suecia · 2534                       | Yugoslavia 2491                        | Suiza · 2486                            |
| Rifle militar 300 m                                | Pablo Cagnasso Argentina 419        | Olavi Elo · Finlandia · 415            | Emil Grünig · Suiza · 410               |
| Rifle militar 300 m (equipos)                      | Suecia · 1616                       | Finlandia · 1605                       | Argentina 1597                          |
| Rifle 3 posiciones 50 m                            | Pauli Janhonen · Finlandia · 1165   | Arthur Cook Estados Unidos 1163        | Erling Kongshaug · Noruega · 1162       |
| Rifle 3 posiciones 50 m (equipos)                  | Finlandia · 5770                    | Suecia · 5763                          | Noruega · 5755                          |
| Rifle en pos. tendida 50 m                         | Arthur Cook Estados Unidos 398      | Toivo Mänttäri · Finlandia · 398       | Uno Berg · Suecia · 398                 |
| Rifle en pos. de rodillas 50 m                     | Robert Bürchler · Suiza · 393       | Werner Jakober · Suiza · 390           | Olavi Elo · Finlandia · 390             |
| Rifle en pos. de pie 50 m                          | Pauli Janhonen · Finlandia · 380    | Erling Kongshaug · Noruega · 379       | Holger Erben · Suecia · 377             |
| Rifle en pos. tendida 50 y 100 m                   | Arthur Jackson Estados Unidos 594   | Tore Skredegård · Noruega · 594        | Halvor Kongsjorden · Noruega · 594      |
| Rifle en pos. tendida 50 y 100 m (equipos)         | Noruega · 2960                      | Estados Unidos 2950                    | Suiza · 2933                            |
| Pistola 50 m                                       | Beat Rhyner · Suiza · 548           | Harry Reeves Estados Unidos 547        | Ángel León Gozalo España 541            |
| Pistola 50 m (equipos)                             | Argentina 2627                      | Suecia · 2621                          | Estados Unidos 2616                     |
| Pistola rápida de fuego 25 m                       | Huelet Benner Estados Unidos 565    | Harry Reeves Estados Unidos 564        | Leonard Ravilo · Finlandia · 563        |
| Pistola rápida de fuego 25 m (equipos)             | Argentina 2219                      | Finlandia · 2219                       | Estados Unidos 2219                     |
| Pistola de fuego 25 m                              | Heinrich Keller · Suiza · 559       | Eini Saarnikko · Finlandia · 548       | Huelet Benner Estados Unidos 546        |
| Pistola de fuego 25 m (equipos)                    | Estados Unidos 2161                 | Suiza · 2160                           | Finlandia · 2156                        |
| Ciervo móvil 100 m –tiro simple–                   | John Larsen · Noruega · 210         | Rolf Bergersen · Noruega · 204         | Birger Kockgård · Suecia · 203          |
| Ciervo móvil 100 m –tiro doble–                    | Hans Åsnes · Noruega · 194          | Per Olof Sköldberg · Suecia · 191      | Birger Bühring-Andersen · Noruega · 188 |
| Ciervo móvil 100 m –tiro simple y doble–           | John Larsen · Noruega · 398         | Rolf Bergersen · Noruega · 398         | Per Olof Sköldberg · Suecia · 389       |
| Ciervo móvil 100 m –tiro simple y doble– (equipos) | Noruega · 1914                      | Suecia · 1873                          | Argentina 1836                          |
| Foso                                               | Fulvio Rocchi Argentina 284         | Klas Kleberg · Suecia · 283            | Ivar Borg · Suecia · 281                |
| Foso (equipos)                                     | Argentina 736                       | Suecia · 736                           | Uruguay · 716                           |

## Medallero
| Núm. | País           | Oro | Plata | Bronce | Total |
| ---- | -------------- | --- | ----- | ------ | ----- |
| 1    | Finlandia      | 7   | 7     | 3      | 17    |
| 2    | Noruega        | 5   | 4     | 5      | 14    |
| 3    | Argentina      | 5   | 0     | 2      | 7     |
| 4    | Suiza          | 4   | 4     | 5      | 13    |
| 5    | Estados Unidos | 4   | 4     | 3      | 11    |
| 6    | Suecia         | 3   | 8     | 7      | 18    |
| 7    | Yugoslavia     | 0   | 1     | 0      | 1     |
| 8    | Brasil         | 0   | 0     | 1      | 1     |
|      | España         | 0   | 0     | 1      | 1     |
|      | Uruguay        | 0   | 0     | 1      | 1     |
|      | TOTAL          | 28  | 28    | 28     | 84    |